# SHIA駅
SHIA駅（SHIAえき）またはスカルノ・ハッタ国際空港駅（スカルノハッタこくさいくうこうえき、インドネシア語: Stasiun Bandara Soekarno–Hatta）はインドネシア共和国バンテン州タンゲラン市にある、スカルノ・ハッタ空港鉄道の駅である。

## 概要
当駅は、スカルノ・ハッタ国際空港の第1ターミナルと第2ターミナルの間に位置する。スカイトレイン駅と直結した総合ビルの建物内にあり、約3,500人の利用客を収容することができる。

## 駅構造
ターミナルビルでは乗客ロビー、エスカレーター4基およびリフト2基が横並びで配置されている。

### スカルノ・ハッタ空港鉄道
駅構内には、案内ブース、チケットカウンター（デビットカードまたはクレジットカードのみ可）、公共スペース、電子ゲート、待合室、売店（ミニコンビニ＜アルファマート＞）、トイレ、祈祷室、鉄道管理室、スカイトレイン駅などの設備が備わっている。
地上1階に出入口、コンコース、改札口、プラットホームがある。なお、改札制限を行っており、駅ホームへの入場は列車到着後降車客が一通り改札口を出てからとなる。
ホームは頭端式ホームで2面あり、両方に全面のプラットホームスクリーンドアが備わっている。改札口を進むと左右に分かれており、列車は主に改札口から向かって左側のホームとなる3番線から発着している。
乗車券は各列車とも発車5分前に発売が締め切られるため注意が必要。運用は朝6時20分発から深夜23時20分発までで、毎時20分発・50分発で統一されている（但し22時台は20分発のみ。全てマンガライ行き）。
当駅構内では10両編成の列車を6編成留置できる。

### スカイトレイン
駅ビル東側（画像の駅舎に入ってすぐ）の地上2階にあり、1面2線の島式ホームで、フルスクリーンタイプのホームドアが設置されている。
レイルリンクからは、改札口を出たあと直進してエスカレーターないしエレベーターで2階のホームに直接上がることになっている。なお、Aのりば・Bのりばともに第1ターミナル行き、第2・第3ターミナル行きが発着するため、注意が必要（但しダイヤは決まっており、ホームのモニターやウェブサイトで確認できる）。

### のりば
地上1階 レイルリンクのりば
| のりば | 行先       | 備考                  |
| ------ | ---------- | --------------------- |
| 1・2   | マンガライ | 主に3番のりばから発着 |
| 3・4   | マンガライ | 主に3番のりばから発着 |

地上2階 スカイトレインのりば
| のりば | 行先                                       | 備考               |
| ------ | ------------------------------------------ | ------------------ |
| A      | 第1ターミナル 第2ターミナル・第3ターミナル | ともに両方向に発着 |
| B      | 第1ターミナル 第2ターミナル・第3ターミナル | ともに両方向に発着 |

## ギャラリー
撮影はいずれも2019年10月

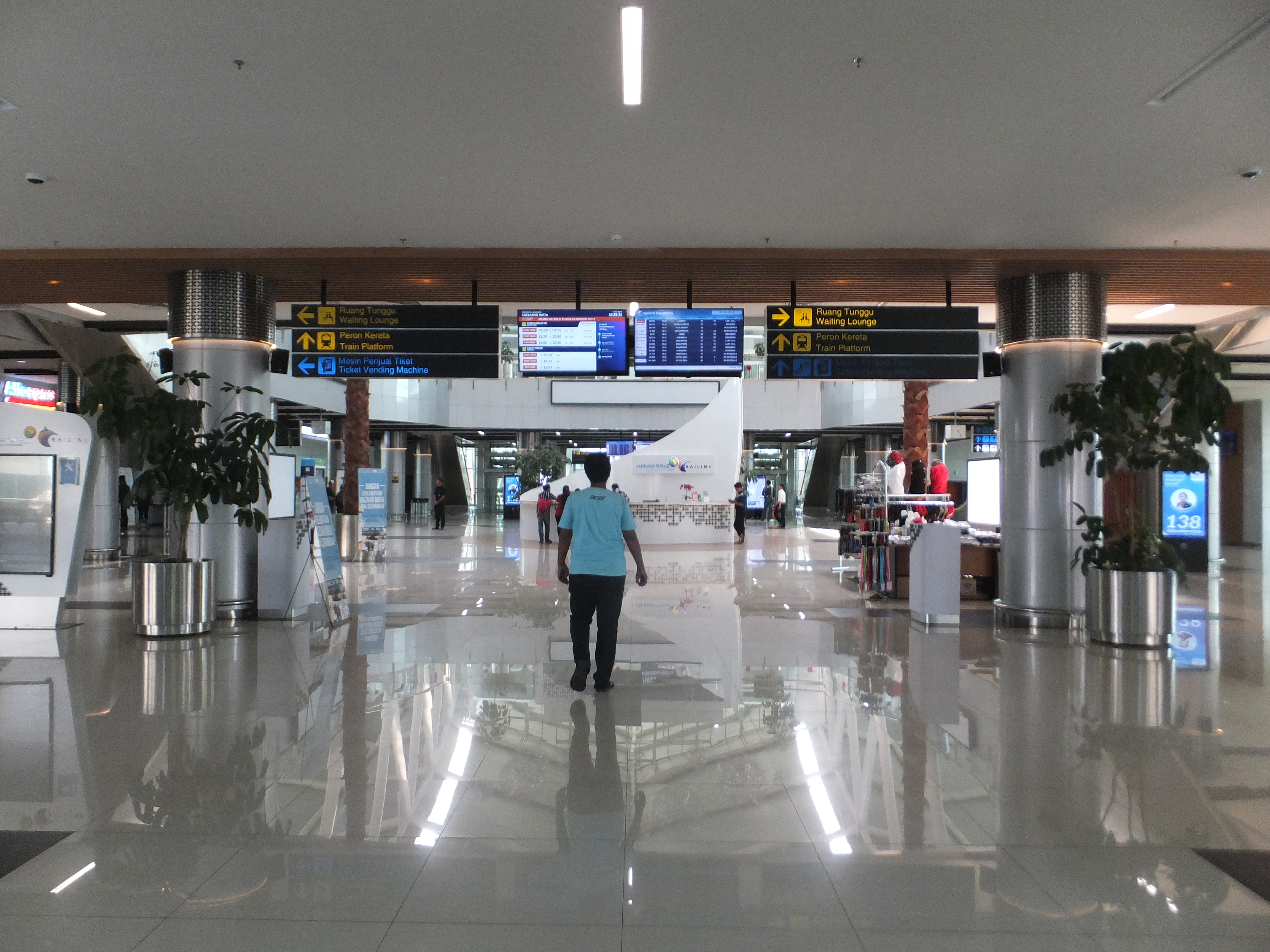
コンコース（突き当たり奥が改札口、券売機は向かって左側）
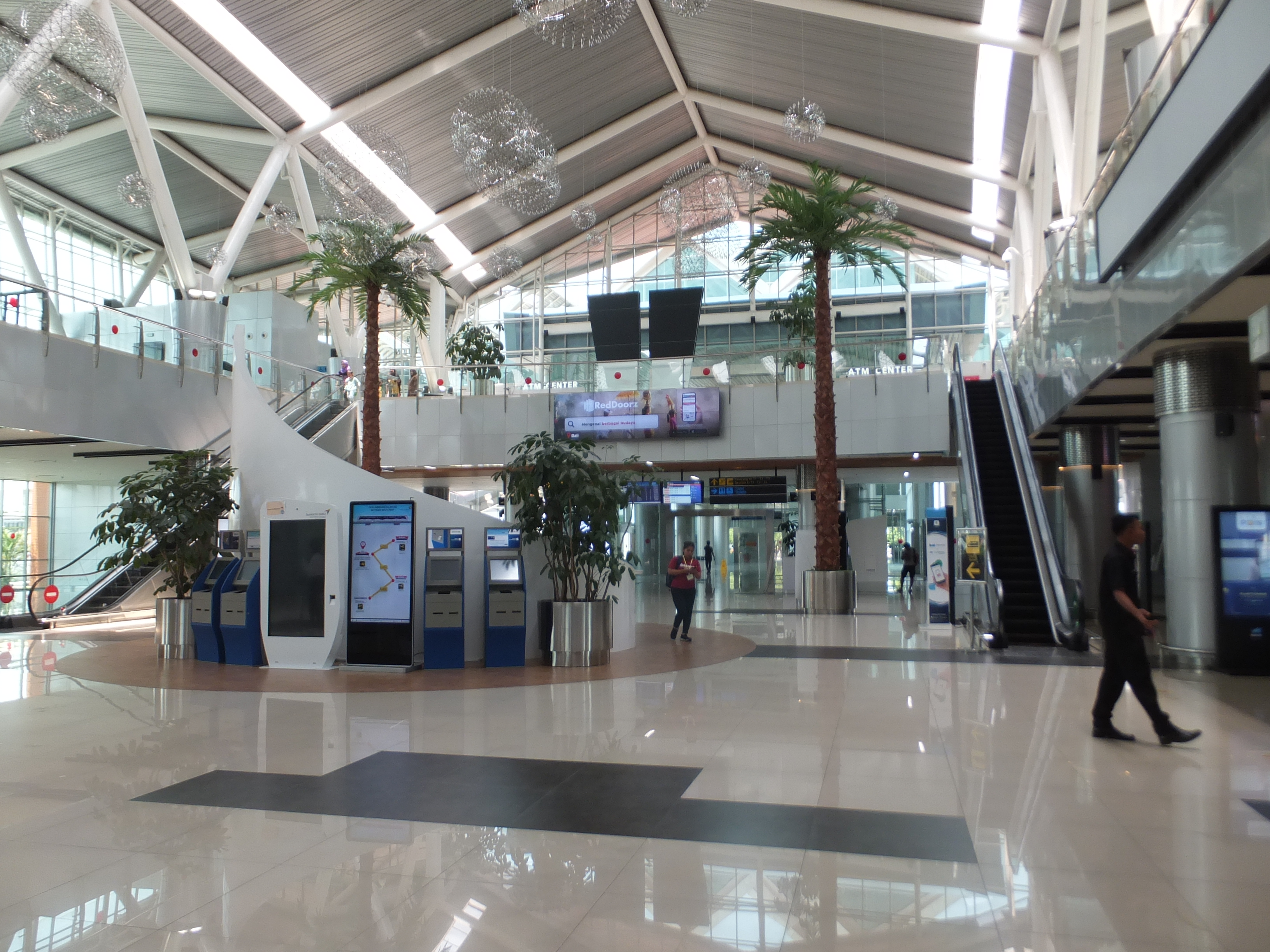
コンコース（突き当たり奥がスカイトレインのりば）
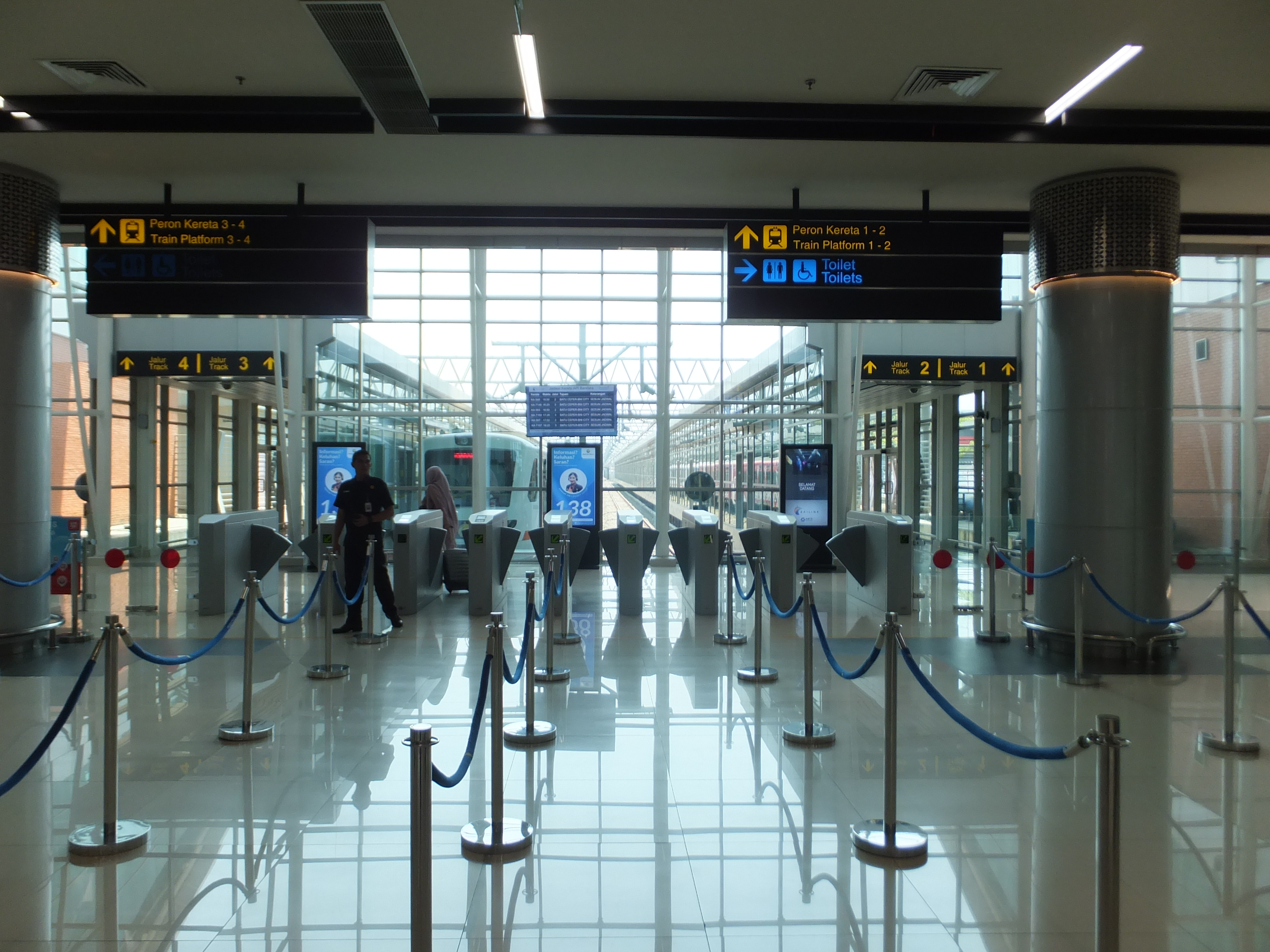
改札口（列車別改札）
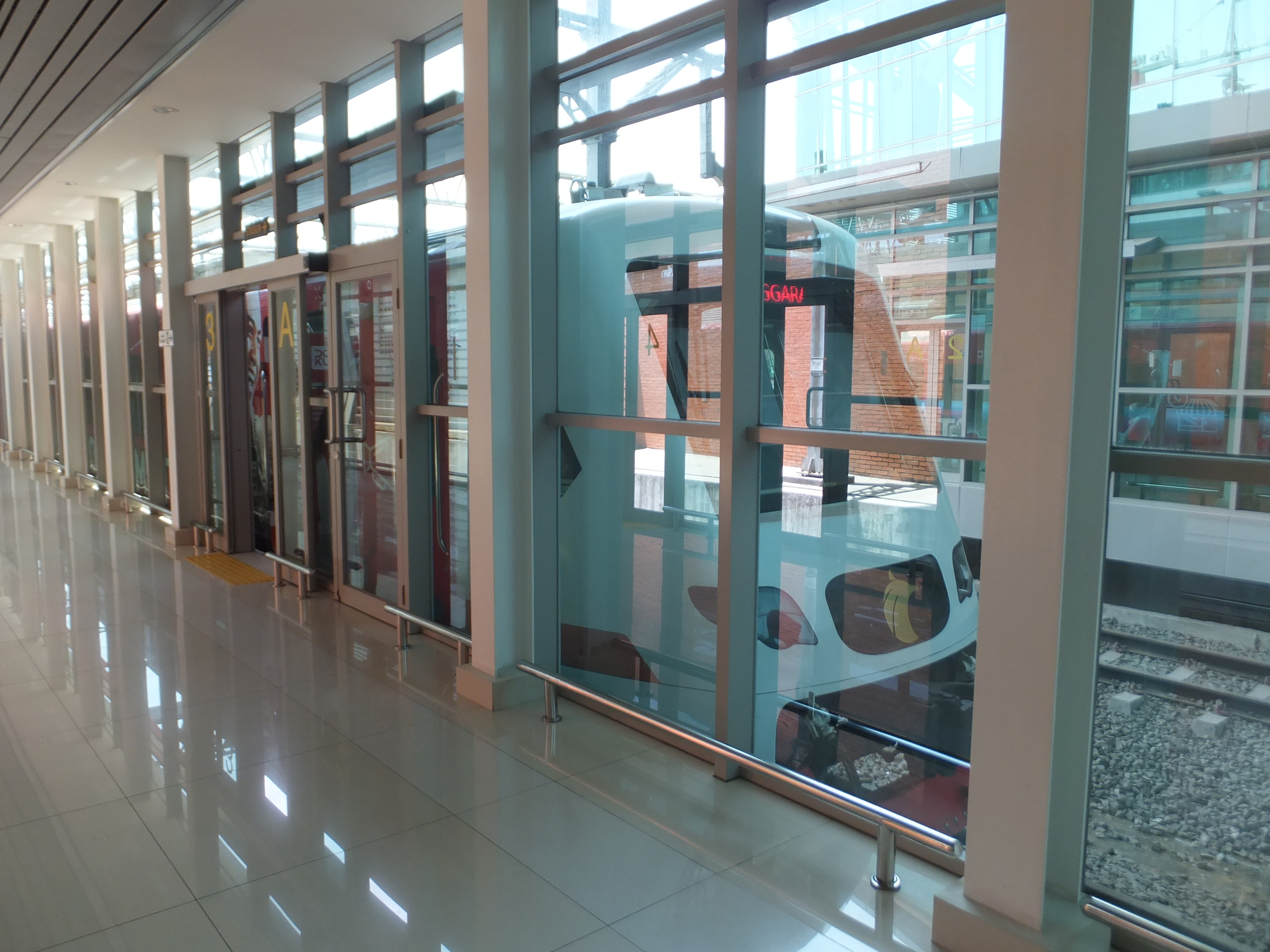
3番のりば（ホームドア設置）
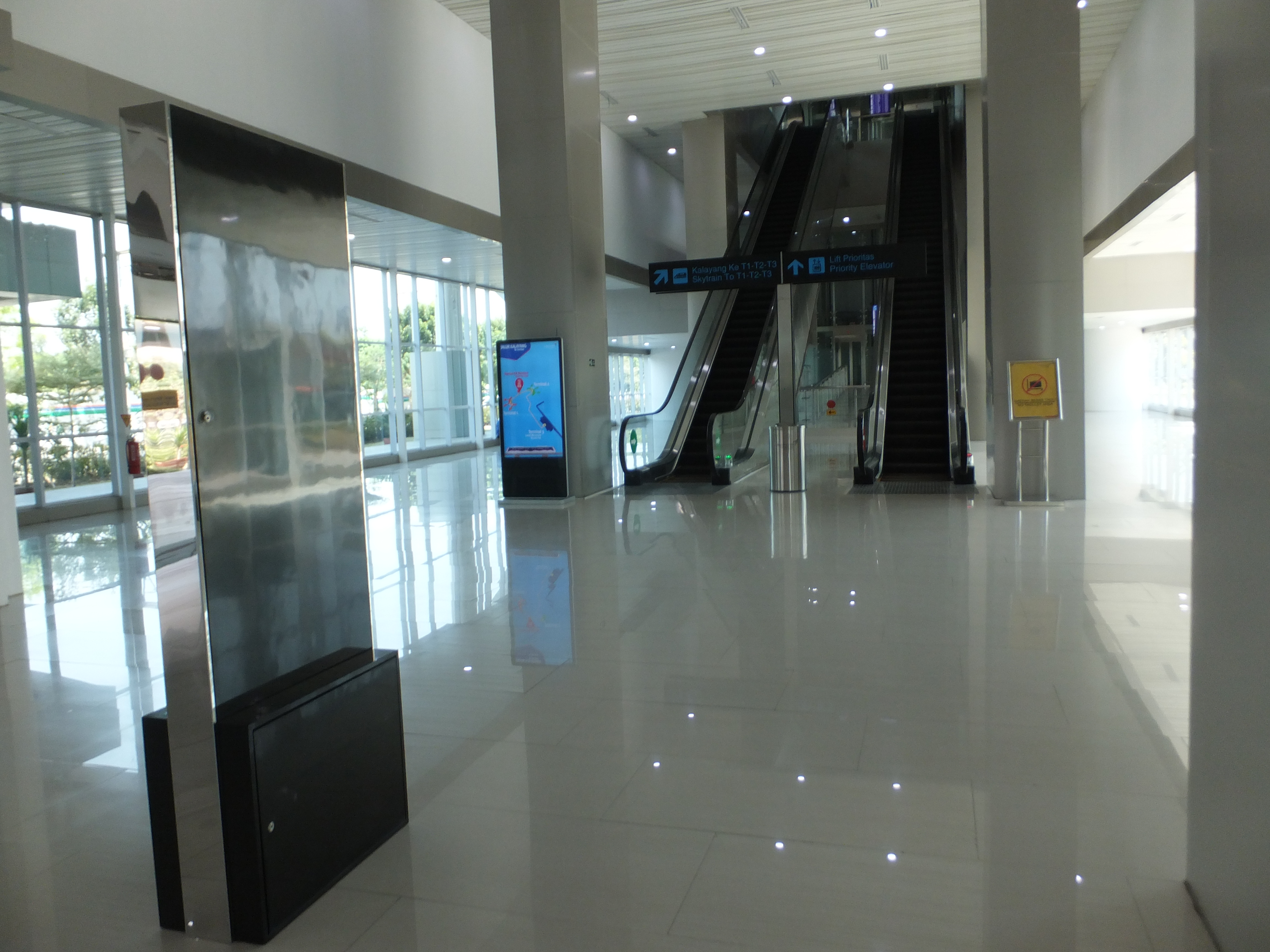
スカイトレインコンコース（1階）
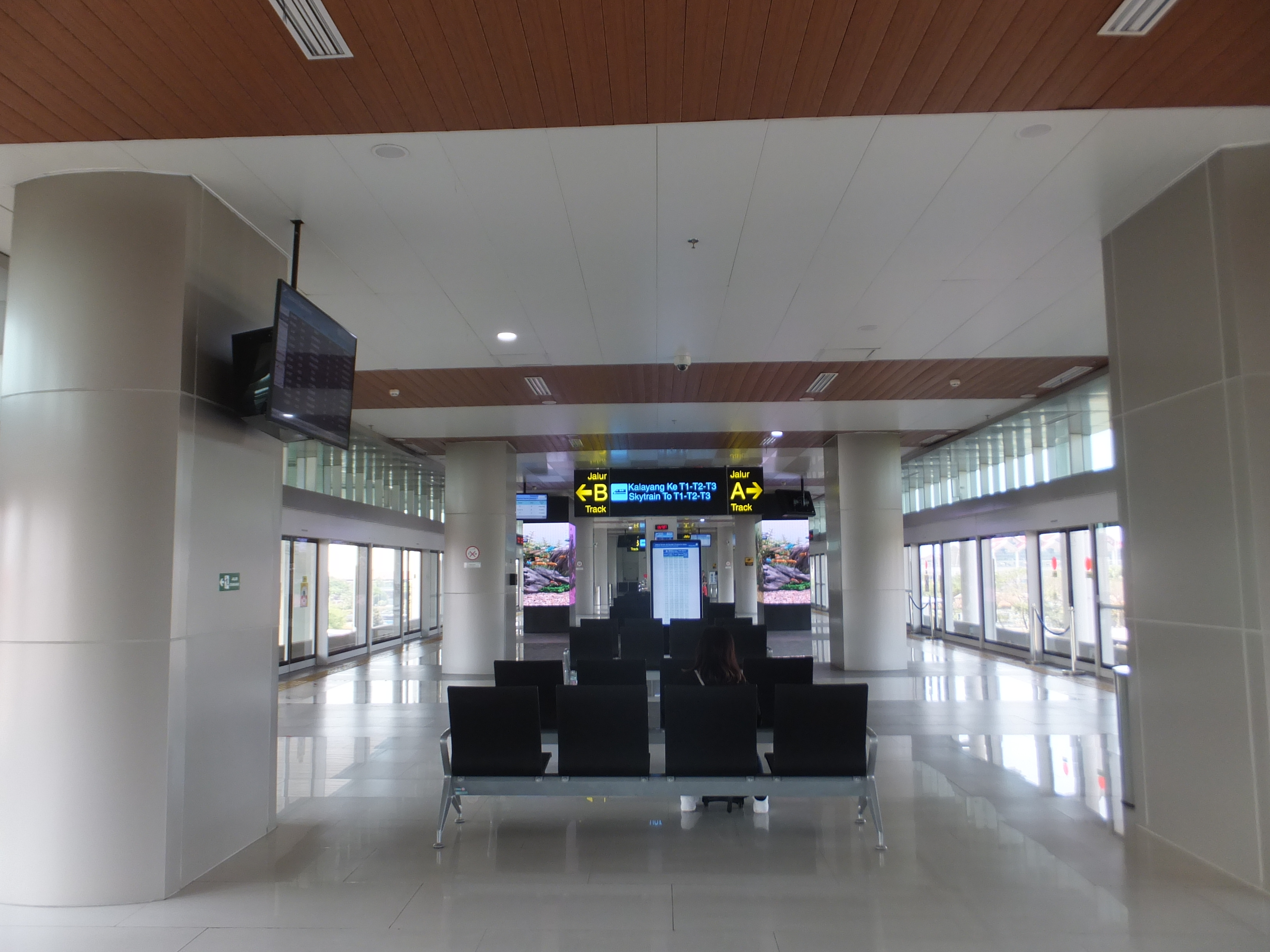
スカイトレインホーム（2階）